# Fawzi Ouaamar
Fawzi Ouaamar (en arabe : فوزي وعمر), né le 12 mars 1993 à Temsamane, est un footballeur marocain formé à l’AS Monaco qui évolue au poste de milieu de terrain.

## Biographie

### Jeunesse et débuts professionnels
Né dans le Rif, au Maroc, Fawzi Ouaamar arrive en France en 2002 à l'âge de neuf ans. Avec sa famille, il s’installe d'abord en Corse à Sartène où il découvre le football à onze ans au sein de la Jeunesse Olympique Sartenaise.    
En 2006, sa famille quitte la Corse pour s’installer dans le Vaucluse et il rejoint le SC Orange, évoluant avec les 13 ans DHR. Ses performances attirent l’œil de plusieurs clubs professionnels, parmi lesquels Montpellier HSC, l’AS Saint-Étienne, l’AS Monaco, le RC Lens et l'Olympique lyonnais et en 2007, à la demande de l'AS Monaco, il rejoint le CREPS Paca d’Aix en Provence et joue avec les 14 ans fédéraux d'Avignon Foot 84. 
L’année suivante, en 2008, Fawzi Ouaamar rejoint le centre de formation de l'AS Monaco. Un an après son arrivée, il subit une grave blessure à la cheville, se fracturant la malléole à la suite d'un tacle dangereux qui l’éloigne des terrains pendant plusieurs mois. Malgré cette longue épreuve, il revient et remporte la Coupe Gambardella en 2011.
En 2013, il signe son premier contrat professionnel de trois ans avec son club formateur. S’il ne joue pas avec l’équipe première, il s’impose comme un cadre de la réserve en CFA, dont il devient capitaine et hérite du numéro 10. Au club, Fawzi côtoie des joueurs tels que Radamel Falcao, James Rodríguez, Éric Abidal ou encore Kylian Mbappé.
L’année suivante, en 2014, pour gagner en expérience au niveau professionnel, il est prêté à l'AC Arles Avignon qui évolue en Ligue 2 sous les ordres de Bruno Irles. Il est titularisé dès la première journée contre l'AC Ajaccio et réalise une prestation remarquable, étant désigné homme du match pour sa toute première apparition en professionnel. Titulaire important dans l'effectif arlésien en première partie de saison, son temps de jeu diminue en fin de saison, mais il prend part à trente matchs dans la saison et marque son premier but en Ligue 2 contre l'US Orléans en janvier 2015, un peu plus d'un mois après avoir marqué son premier but en professionnel sur une passe de Téji Savanier lors d'une victoire en prolongation en Coupe de la Ligue contre le Stade de Reims, pourtant pensionnaire de Ligue 1. En fin de saison, il retrouve l'ASM. 
En 2016, il quitte l’AS Monaco après avoir disputé 62 matchs avec l’équipe réserve, sans avoir eu l’opportunité de jouer avec l’équipe première et signe en faveur du Chabab Rif Al Hoceima qui évolue en première division marocaine. Titulaire lors des seize premières journées de championnat, il voit sa saison tronquée pour des raisons financières. 

### Retour au monde amateur
En 2017, il fait son retour dans le sud de la France en rejoignant l'US Le Pontet qui évolue en National 3 mais n'y reste que quelques mois avant de signer au Consolat Marseille qui évolue en National 1. Il marque son premier but contre l’USL Dunkerque.  
En 2018, il rejoint l’UMS Montélimar où il réalise une saison pleine en Régional 1.  
En 2019, il signe en faveur du Pau FC pensionnaire de National 1 rejoignant son ancien entraineur de Monaco et Arles-Avignon, Bruno Irles. Il se rompt les ligaments croisés du genou lors d’un match de préparation contre le Stade Bordelais. Malgré cette blessure, il accompagne le club jusqu’à la fin de saison, qui se conclut par une montée historique en Ligue 2.
En 2020, il s'engage au Jura Dolois Football qui évolue en National 3. Le 11 Mars 2023, le joueur est victime d'une commotion cérébrale sur un coup de genou à la tête face au CA Pontarlier. Il retrouve la compétition un mois plus tard et contribue à la victoire en Coupe Bourgogne-Franche-Comté.
À l’été 2023, Fawzi Ouaamar rejoint le Stade Olympique Châtelleraudais. Il y marque son premier but et délivre deux passes décisives face à la réserve de La Berrichonne de Châteauroux, permettant à son équipe de s’imposer 3-2. En fin de saison, une luxation du coude le tient éloigné des terrains pendant cinq mois, mais malgré cette blessure, il choisit de prolonger son aventure avec le club pour une saison supplémentaire, affirmant son attachement au projet sportif et son envie de continuer à transmettre son expérience.